# 波默爾拉鄉
48°04′N 26°19′E / 48.067°N 26.317°E
波默爾拉鄉（羅馬尼亞語：Comuna Pomârla, Botoșani），是羅馬尼亞的鄉份，位於該國東北部，由博托沙尼縣負責管轄，面積54平方公里，海拔高度200米，2007年人口2,860，人口密度每平方公里53人。